# Usa (dopływ Peczory)
Usa (ros. Уса) – rzeka na północy europejskiej części Rosji (w Republice Komi), prawy dopływ Peczory o długości 565 km i powierzchni dorzecza 93 600 km².
Rzeka powstaje z połączenia Małej Usy i Wielkiej Usy (wypływających ze źródeł w Uralu Polarnym, na wschód od Workuty), płynie przez Nizinę Peczorską, tworzy przełom przez Grzędę Czernyszowa, a do Peczory uchodzi w miejscowości Ust'-Usa.
Usa jest żeglowna na odcinku 325 km od ujścia. W dorzeczu rzeki znajdują się złoża węgla kamiennego (Zagłębie Peczorskie) i ropy naftowej.
Główne dopływy:
- lewe: Kieczpiel, Lemwa, Bolszoj Koczmies, Kosju, Szarju, Bolszaja Synia
- prawe: Workuta, Bolszaja Nierceta, Małaja Rogowaja, Adżwa, Bolszaja Makaricha, Kołwa.

Ważniejsze miejscowości nad Usą: Siejda, Abieź, Pietruń, Koczmies, Kosjuwom, Adżwa, Adżwawom, Synianyrd, Usinsk, Parma, Ust-Usa.